# Amediye
Amêdîyê (Koerdisch: ئامێدی, Amêdî; Arabisch: العمادية, al-ʿAmādiyya) is een Assyrisch en Koerdisch stadje in het uiterste noorden van Irak, gelegen in de Koerdische Autonome Regio. Amêdîyê is de hoofdstad van de gemeente Devera Amêdîyê. Naar schatting wonen in deze gemeente 30.000 mensen. Amêdîyê zelf is een klein stadje op een berg met ongeveer 8000 inwoners.

## Feiten
De stad ligt 1426 meter boven de zeespiegel.
De stad heeft 37 "Mîr's" gehad. Dat zijn heersers van de stad.
De stad werd in 1862, onder het Ottomaanse Rijk, benoemd tot de hoofdstad van Bahdinan. Anno 2007 is dat Duhok geworden.

## De Assyriërs van Amadiya
Amadiya is de zetel van een bisdom van de Chaldeeuws-Katholieke Kerk. Het bisdom bestond oorspronkelijk onder de Assyrische Kerk van het Oosten, maar veel van de Aramees sprekende Assyrische christenen bekeerde zich begin 17e eeuw tot het katholicisme. Aan het begin van de 20e eeuw werd het opgesplitst in drie bisdommen: Amadia, Zakho en Akra. In 1895 werden de bisdommen van Amadia en Akra voorlopig verenigd.
Volgens de Katholieke Encyclopedie hadden in de 19e eeuw de dominicanen in Mosoel een zomerverblijf in Amedia en er waren een aantal protestantse missies met scholen. 

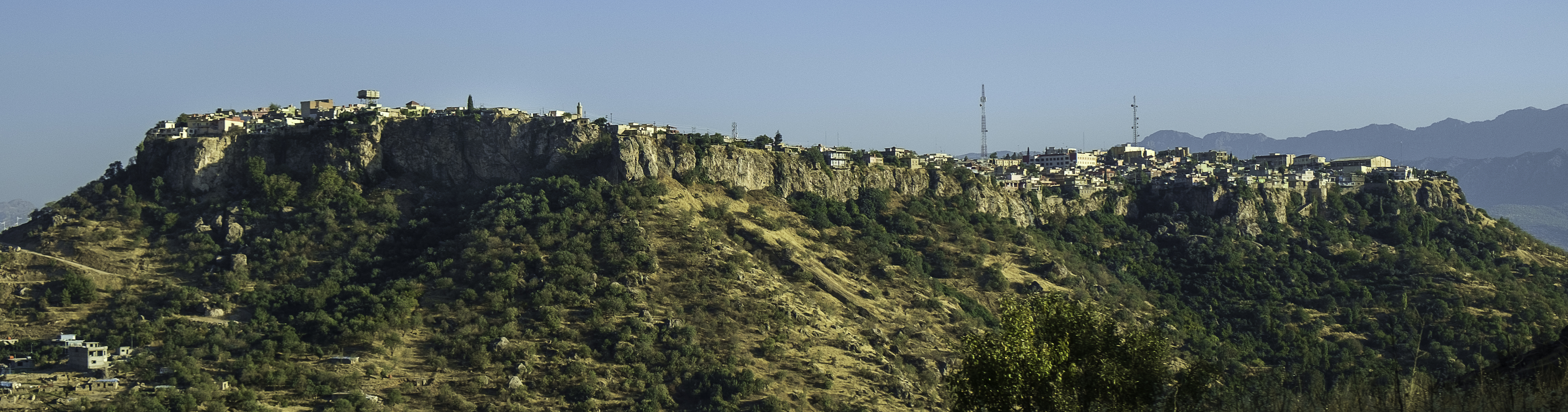
Zijaanzicht van de stad
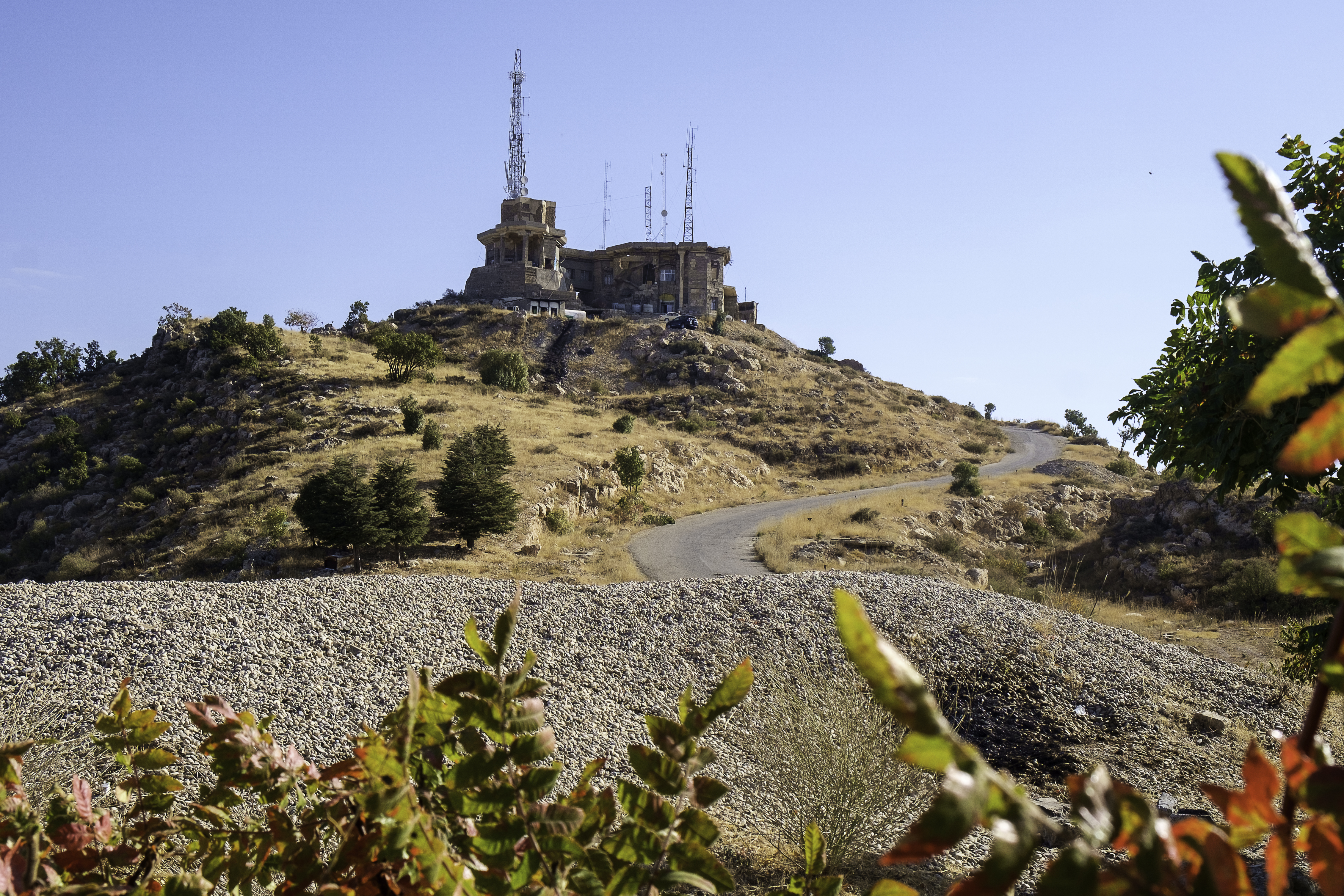
Ruïnes van een paleis van Saddam Hoessein op de top van de berg Gara nabij Amediye
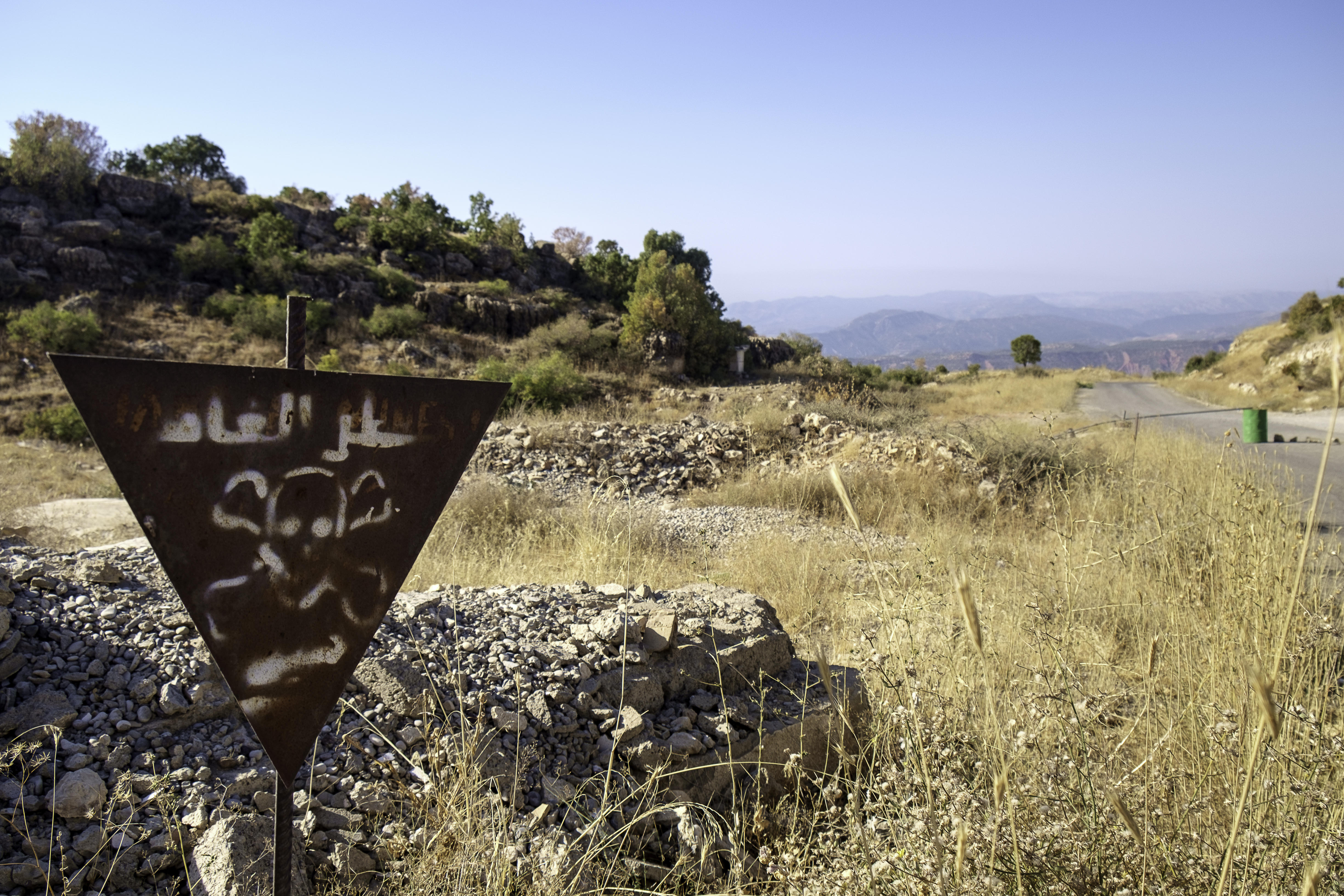
Waarschuwing voor de mijnenvelden rond het voormalige paleis
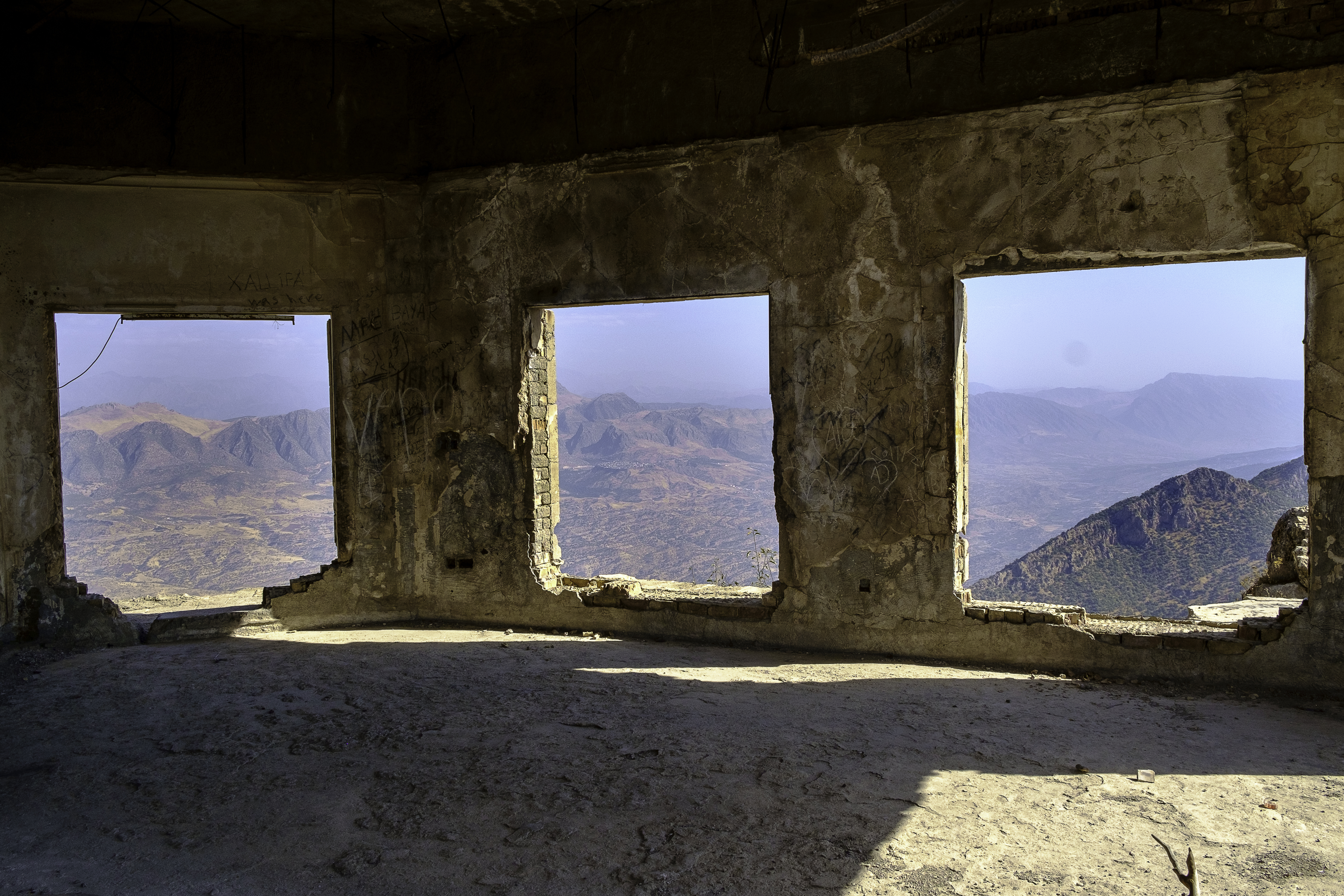
Gezicht op het landschap door de verwoeste ramen van het voormalige paleis